# Paradise Hills
Paradise Hills és una pel·lícula dramàtica de fantasia de l'any 2019 dirigida per Alice Waddington en el seu debut com a directora. És protagonitzada per Emma Roberts, Danielle Macdonald, Awkwafina, Jeremy Irvine, Arnaud Valois, Eiza González i Milla Jovovich.
El novembre de 2017, Emma Roberts i Danielle Macdonald es van posar a treballar sota la direcció d'Alice Waddington i el guió de Nacho Vigalondo i Brian DeLeeuw. Adrián Guerra i Núria Valls van produir-la a través de Nostromo Pictures. El març de 2018, Eiza González es va unir al ventall de la pel·lícula i l'abril de 2018, Milla Jovovich, Jeremy Irvine i Awkwafina s'hi van sumar.
La seva estrena mundial fou al Sundance Film Festival el 27 de gener de 2019, i competí a la Secció Oficial del 52è Festival Internacional de Cinema Fantàstic de Catalunya.

## Argument
Uma es desperta en una illa anomenada Paradise. Dirigida per la duquessa, aquesta illa es caracteritza per ser un lloc on es reeduquen dones joves. L'illa proporciona curació emocional a qui la necessita i perfecciona les formes de comportament de les joves. No obstant això, darrere l'aparent conte de fades, l'illa amaga un sinistre secret que amenaça tothom.

## Intèrprets principals
- Emma Roberts com Uma
- Danielle Macdonald com Chloe
- Awkwafina com Yu
- Eiza González com Amarna
- Milla Jovovich com La Duquessa
- Jeremy Irvine com Markus
- Arnaud Valois com el Fill
- Daniel Horvath com el Favorit I